# Ved Prakash Nanda
Ved Prakash Nanda (n. 1934 – d. 1 ianuarie 2024) a fost un academician indiano-american care a primit premiul Padma Bhushan pe 20 martie 2018 în domeniul literaturii și educației.  
Nanda a fost profesor de drept internațional la Universitatea din Denver, Colorado. A fost președinte al World Jurist Association și mai târziu președinte de onoare al acesteia, vicepreședinte de onoare al Societății Americane de Drept Internațional și mai târziu consilier al acesteia și membru al consiliului consultativ al Institutului pentru Drepturile Omului din Statele Unite. În 2006, profesorul Nanda a fost onorat cu un cadou fondator de 1 milion de dolari de la absolvenții DU alumni Doug și Mary Scrivner pentru a lansa Centrul Ved Nanda pentru Drept Internațional și legi comparative. Centrul și-a început programarea în 2007, găzduind programe pentru avocați, studenți și participanți ai comunității, precum și promovând burse în domeniul dreptului internațional. El a fost, de asemenea, președinte al consiliului de administrație al Universității Hindu din America. A fost publicat pe scară largă, fiind autor sau coautor a 24 de cărți în diverse domenii ale dreptului internațional. Prof. Ved Nanda a primit, de asemenea, o serie de premii, inclusiv Premiul Gandhi, Rege, Ikeda pentru construirea păcii comunitare.
Nanda a murit la 1 ianuarie 2024 în urma unei căderi în casa sa.  